# Educação médica
A educação médica é a educação relacionada com a formação inicial para se tornar um profissional médico, inicialmente em uma faculdade de medicina, bem como o treinamento adicional posterior à graduação (por exemplo, residência), geralmente realizado em hospitais.
A estrutura da educação médica varia consideravelmente em todo o mundo. Várias metodologias de ensino têm sido utilizados na educação médica, que é uma área ativa de pesquisa em educação.

## Ensino de graduação
O nível de entrada para a educação médica ocorre em nível terciário (também chamado de pós-secundário, ou superior), através de cursos realizados em um programa ou escola de medicina. Dependendo da jurisdição e da universidade, estes cursos podem ser de graduação (na maior parte da Europa, Ásia, América do Sul e Oceania), ou de pós-graduação (principalmente na Austrália, e na América do Norte). Algumas jurisdições e universidades oferecem tanto a entrada através da graduação quanto através de programas de pós-graduação (por exemplo, a Austrália e a Coreia do Sul).
Em geral, a formação inicial é realizada na escola de medicina. Tradicionalmente, o curso de medicina é dividido em estudos pré-clínicos e  estudos clínicos. O primeiro consiste em ciências básicas, como genética, anatomia, fisiologia, bioquímica, farmacologia, patologia, etc., que ocupam os primeiros dois ou três anos do curso. Já os estudos clínicos consistem de ensino nas diversas áreas de clínica médica, tais como medicina interna, pediatria, obstetrícia e ginecologia, psiquiatria, clínica geral e cirurgia, etc., e ocorrem nos últimos anos da faculdade. Contudo, embora a maioria das faculdades ofereça programas de estudo baseados em currículos desse tipo, há iniciativas em que a aprendizagem é integrada verticalmente ao longo do curso. Um número crescente de estruturas curriculares de faculdades de medicina são do tipo aprendizado baseado em problemas (PBL - Problem Based Learning)
Tem havido uma proliferação de programas de educação médica que combinam a formação médica com a pesquisa (mestrado ou doutorado) ou com os programas de gestão (MBA), embora isso tenha sido criticado, porque uma interrupção longa dos estudos clínicos tem sido mostrada como tendo um efeito prejudicial sobre o conhecimento clínico em si.

## Ensino de pós-graduação
Após a conclusão do nível de formação inicial, em alguns países os médicos recém-graduados muitas vezes são obrigados a realizar um período de estágio supervisionado de prática antes de obter o licenciamento para praticar a medicina; geralmente de um ano de duração.
No entanto, o mais comum é que, voluntariamente, se o médico pretende obter o título de especialização em alguma área da medicina, que ele ou ela realizem em seguida uma formação prática de pós-graduação, que é chamaa de residência. Em alguns países, como no Brasil, ela pode ser iniciada imediatamente após a conclusão da formação médica de graduação, enquanto em outras jurisdições exige-se que o médico recém-formado faça uma formação de médico generalista (clínica médica geral) por um ou mais anos, antes de começar uma especialização.
A teoria da educação em si está se tornando parte integrante de pós-graduação na formação médica. Qualificações formais na educação também estão se tornando a norma para educadores das faculdade de medicina, que são cada vez mais responsáveis por seus alunos.

## Educação médica continuada
Na maioria dos países, a educação médica continuada (EMC) é exigida para a continuidade do licenciamento de praticar a medicina. Os requisitos para EMC variam de estado para estado e de país para país. Nos EUA, a acreditação é supervisionada pelo Accreditation Council for Continuing Medical Education. A educação médica continuada geralmente é praticada, e créditos educacionais são atribuidos, aos médicos que assistem palestras, congressos, cursos e outra atividades de aperfeiçoamento do desempenho de suas atividades e conhecimento, a fim de cumprir seus requisitos.
No Brasil, a educação médica continuada foi regulamentada pela Associação Médica Brasileira (AMB), a partir de 2001, e confere pontuação para créditos de educação continuada a médicos que exerçam atividades educacionais reconhecidas e credenciadas pelo Conselho Nacional de Acreditação. No entanto, embora tivesse sido inicialmente tornada obrigatória pelo Conselho Federal de Medicina (CFM) para médicos que tivessem obtido o título de especialização pela AMB, a partir de 2007, posteriormente essa disposição foi revogada, e hoje permanece como uma atividade voluntária.

## Aprendizagemon-line
Ele está se tornando mais e mais comum para a educação médica em todo o mundo, que as atividades de EMC, principalmente, passem a ser apoiada pelo ensino on-line, geralmente dentro de sistemas de gestão de aprendizagem (LMSs) ou ambientes virtuais de aprendizagem (VLEs).
Áreas de pesquisa em online de educação médica incluem aplicações práticas com simulação de pacientes virtuais e prontuários eletrônicos virtuais.

## A integração com a política de saúde
Como profissionais de saúde intervenientes no domínio dos cuidados de saúde (por exemplo, ao trabalharem em entidades integralmente envolvidas no sistema de cuidados de saúde), a prática da medicina (por exemplo, diagnóstico, tratamento e acompanhamento da doença) é diretamente afetada pelas mudanças em curso nos planos nacionais, regionais e locais de política e economia de saúde.
Há um crescente apelo para que os programas de formação profissional, não só adotem de forma mais rigorosa o ensino de políticas de saúde, educação e treinamento de lideranças, como passem a aplicar mais amplamente o ensino dos conceitos e da execução da políticas de saúde, através de informações aos estudantes sobre a equidade em saúde e a redução das disparidades sociais que afetam grandemente a saúde e os resultados da ações assistenciais para os pacientes. Infelizmente, tem sido notado um aumento da mortalidade e morbidade, do nascimento até a idade de 75 anos, que pode ser atribuído à assistência médica (por ex., acesso dos pacientes a alguma forma de seguros-saúde, a qualidade dos cuidados), ao comportamento individual (fumo, dieta, exercício, drogas, comportamentos de risco), a causas socioeconômicas e demográficas (pobreza,  desigualdade, diferenças raciais, segregação), e ao ambiente físico (habitação, educação, transporte, planejamento urbano). A prestação de cuidados de saúde do sistema de um país reflete a sua "base de valores, de tolerância, de expectativas, de culturas e de sociedades a que servem". Os profissionais médicos ocupam uma posição única para influenciar a opinião e a política de pacientes, administradores de serviços de saúde, e legisladores.
Uma pesquisa de 2010 feita pela associação de diretores de escolas médicas dos EUA investigou o status das iniciativas de educação sobre as políticas de saúde. Ela demostrou que das 160 escolas médicas credenciadas pesquisadas (58% das quais responderam ao questionário), embora 94% delas tivessem "alguma forma" de educação sobre políticas de saúde, e que 74% julgassem necessário ter essa educação, apenas 24% tinham cursos diretamente sobre o tema da políticas de saúde. 58% relataram ter espaço para melhorias nesse sentido, enquanto que 52% estavam atualmente no processamento de adaptações curriculares. Além disso, a quantidade média de tempo gasto com a educação de políticas de saúde foi de apenas 14 horas (desvio padrão de 12 horas) durante os quatro anos de formação na faculdade de medicina.
De modo a realmente integrar a política de saúde à educação médica, o treinamento deve começar o mais cedo possível, de preferência durante a escola médica, ou até dos cursos pré-médicos, por meio da  construção de conhecimentos fundamentais e habilidades analíticas, que deve ser continuada durante a residência e reforçada ao longo da prática clínica, como qualquer outro núcleo de habilidade ou competência. Esta fonte ainda recomenda a adoção de um currículo nacional padronizado para o núcleo de política de saúde para as escolas médicas e de residências, a fim de introduzir os fundamentos da área, com foco em quatro grandes domínios dos cuidados de saúde: (1) sistemas e princípios (e.g. financiamento; pagamentos; modelos de gestão; tecnologia da informação; força de trabalho médico), (2) qualidade e segurança (ex. melhoria dos indicadores de qualidade, métricas de resultados; segurança do paciente), (3) o valor e capital (por exemplo,economia médica, tomada de decisão, eficácia comparativa, e as disparidades de saúde), e (4) a política e a lei (ex., história e as consequências das principais legislações; os eventos adversos, erros médicos, e imperícia).
No entanto, as limitações para a implementação desses cursos sobre políticas de saúde incluem principalmente as restrições de tempo disponível, de conflitos de agendamento, da necessidade de haver um olhar interdisciplinar da equipe docente da faculdade, e da falta de pesquisa e de financiamento para determinar qual a estrutura curricular poderia melhor atender as metas do programa. Resistências e obstáculos como esses foram vistos em um programa piloto eletivo. No entanto, os alunos em uma escola de medicina, em que se ensinou com maior intensidade estes conceitos no currículo, foram "três a quatro vezes mais propensos a perceber-se como adequadamente treinados em componentes de sistemas de cuidados de saúde", e sentiram que a formação em outras áreas clínicas não foi afetada. Além disso, o recrutamento e a retenção de um conjunto diversificado e multidisciplinar de professores de política e economia de saúde, ou de especialistas com conhecimento e treinamento suficientes, podem ser limitadas em programas comunitários ou escolas sem política de saúde e saúde pública, departamentos ou programas de pós-graduação. Os recursos podem incluir maior uso de cursos on-line, de viagens de visita a programas de saúde pública, ou fundações de saúde, e estágios externos dedicados, mas estes têm custos e restrições de tempo. Apesar dessas limitações, já existem vários programas pioneiros, tanto nas faculdades de medicina quanto nas residências médicos.
Por último, mais iniciativas de apoio e pesquisa serão necessárias, não só para estabelecer esses programas, mas para avaliar como padronizar e inovar o currículo de uma forma que seja flexível, com a mudança do panorama das políticas de atenção à saúde. Nos Estados Unidos, isso vai implicar a coordenação de entidades como o ACGME (Accrediting Council for Graduate Medical Education), que é uma organização privada sem fins lucrativos que define padrões para a formação educacional nos EUA.

## Principais faculdades de medicina no mundo
De acordo com o ranking feito pela QS, as principais faculdades de medicina do mundo são:
| Posição | Faculdade de medicina                              | País           |
| ------- | -------------------------------------------------- | -------------- |
| 1       | Universidade Harvard                               | Estados Unidos |
| 2       | Universidade de Oxford                             | Reino Unido    |
| 3       | Universidade Stanford                              | Estados Unidos |
| 4       | Universidade de Cambridge                          | Reino Unido    |
| 5       | Universidade Johns Hopkins                         | Estados Unidos |
| 6       | Karolinska Institutet                              | Suécia         |
| 7       | Universidade da Califórnia em Los Angeles (UCLA)   | Estados Unidos |
| 8       | Universidade Yale                                  | Estados Unidos |
| 9       | University College London                          | Reino Unido    |
| 10      | Imperial College London                            | Reino Unido    |
| 11      | Massachusetts Institute of Technology (MIT)        | Estados Unidos |
| 12      | Universidade da Califórnia em São Francisco (UCSF) | Estados Unidos |
| 13      | Universidade Colúmbia                              | Estados Unidos |
| 14      | Universidade de Toronto                            | Canadá         |
| 15      | Universidade da Pensilvânia                        | Estados Unidos |

Quanto ao mundo lusófono, utilizando os dados do ranking feito pela QS relativo ao ano de 2021, as principais faculdades de medicina desse universo linguístico são:
| Posição neste segmento | Posição global | Faculdade de medicina                             | País     |
| ---------------------- | -------------- | ------------------------------------------------- | -------- |
| 1                      | 85             | Universidade de São Paulo (USP)                   | Brasil   |
| 2                      | 201-250        | Universidade Estadual de Campinas (UNICAMP)       | Brasil   |
| 2                      | 201-250        | Universidade Federal de São Paulo (UNIFESP)       | Brasil   |
| 2                      | 201-250        | Universidade Federal do Rio de Janeiro (UFRJ)     | Brasil   |
| 2                      | 201-250        | Universidade Federal do Rio Grande do Sul (UFRGS) | Brasil   |
| 6                      | 251-300        | Universidade de Lisboa                            | Portugal |
| 6                      | 251-300        | Universidade do Porto                             | Portugal |
| 6                      | 251-300        | Universidade Federal de Minas Gerais (UFMG)       | Brasil   |
| 9                      | 301-350        | Universidade de Coimbra                           | Portugal |
| 10                     | 351-400        | Universidade Nova de Lisboa                       | Portugal |
| 10                     | 351-400        | Universidade Estadual Paulista (UNESP)            | Brasil   |
| 12                     | 401-450        | Universidade de Brasília (UNB)                    | Brasil   |
| 12                     | 401-450        | Universidade Federal da Bahia (UFBA)              | Brasil   |
| 12                     | 401-450        | Universidade Federal de Santa Catarina (UFSC)     | Brasil   |
| 12                     | 401-450        | Universidade Federal do Paraná (UFPR)             | Brasil   |